# TD Garden
El TD Garden és un pavelló poliesportiu localitzat al barri North End de Boston a l'estat de Massachusetts. El nom ve donat pel seu patrocinador, TD Banknorth, però sovint és anomenat simplement the Garden o Boston Garden, i antigament era conegut com a FleetCenter i Shawmut Center. És el pavelló dels Boston Celtics de la National Basket Association (NBA), dels Boston Bruins de la National Hockey League (NHL) i a partir de 2008, d'un nova franquícia de la National Lacrosse League (NLL). Antigament també va ser la llar dels Boston Blazers de la NLL. És el pavelló amfitrió del Beanpot, un torneig d'hoquei que acull les universitats de Boston, i del campionat de l'Hoquei East, una de les conferències que conformen l'hoquei universitari. El pavelló també ha acollit esdeveniments esportius a nivell nacional tals com l'All-Star Game de la NHL el 1996, la 1a i 2a ronda de la Divisió I de la National Collegiate Athletic Association (NCAA) el 1999 i 2003, a més de la Final Four de la NCAA femenina en 2006, i uns altres de menor seguiment com els campionats de Skate de 2001, els Trials de Gimnàstica el 1996 i 2000, la Frozen Four d'hoquei el 2004 i 1998 o tornejos de World Wrestling Entertainment com la WrestleMania XIV de 1998, King of the Ring 2000, Royal Rumble 2003 i SummerSlam 2006. Fora de l'esportiu, destaca la convenció democràtica que es va dur a terme el 2004 allí.
El TD Banknorth Garden comparteix l'honor de ser, juntament amb el Target Center dels Minnesota Timberwolves i l'Amway Arena dels Orlando Magic, els únics pavellons amb superfície de parquet, encara que més típic resulta a Boston, on els Celtics són coneguts per la tradició de tenir aquest parquet tan clàssic en la pista. Aquesta tradició ve des de la fi de la Segona Guerra Mundial, on van haver de recórrer al parquet a causa del cost i escassesa de la fusta en aquella època. No obstant això, la Final Four de la NCAA femenina de 2006 es va practicar en pista convencional.

## Història

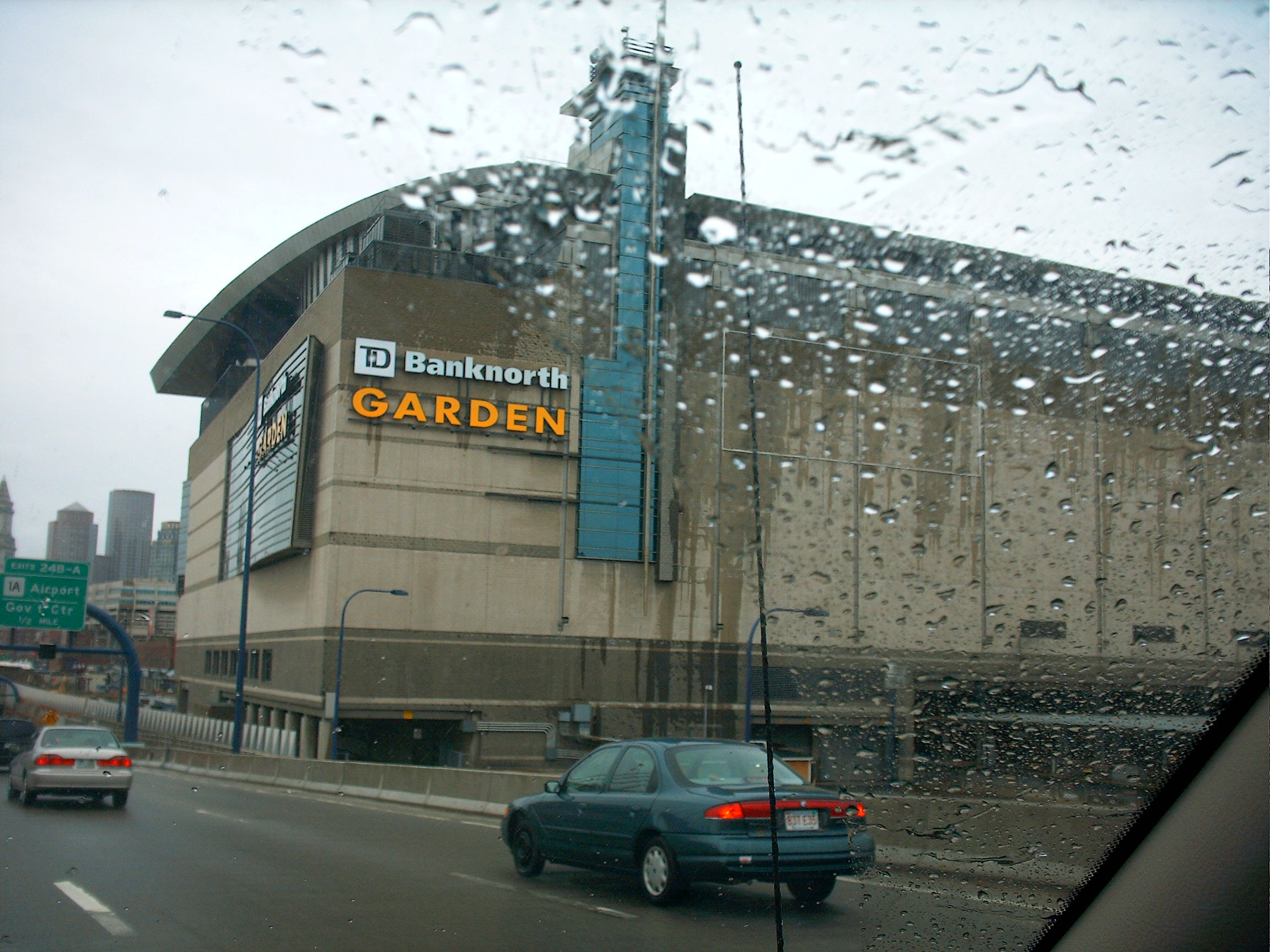
TD Banknorth Garden

El pavelló va ser construït per a reemplaçar al mític Boston Garden que tenia cinquanta anys. El 5 de gener de 2005, el propietari del Fleet Center, Delaware North Companies, va anunciar un acord que deixava Delaware North lliure de vendre els drets a un altre patrocinador. El 3 de març de 2005, TD Banknorth, la sucursal de Toronto-Dominion Bank, va anunciar la compra dels drets del nom. La companyia va nomenar al pavelló TD Banknorth Garden, en honor de l'històric Boston Garden.
Com dada curiosa, dir que FleetCenter va dur la venda dels drets fins a eBay, i des del 10 de febrer fins al 13 de març de 2005, FleetCenter va vendre els drets fins trenta vegades. Inclòs l'actual nom de TD Banknorth Garden, el pavelló ha tingut 33 noms diferents. Durant l'etapa del FleetCenter, el pavelló va ser conegut pels periodistes esportius com The Vault.
El TD Banknorth Garden també es troba al costat de l'Estació Nord de Boston.

## Galeria

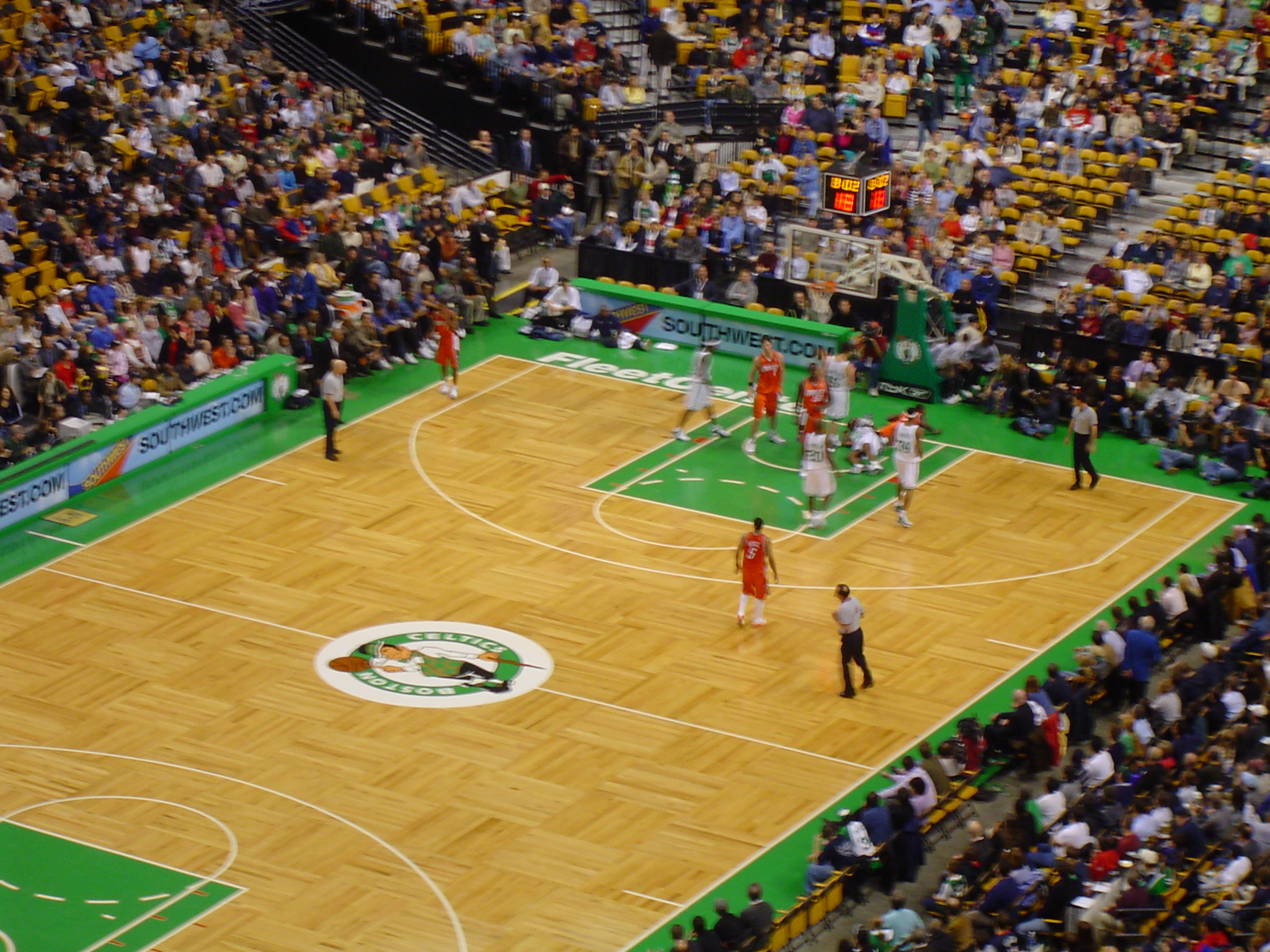
Partit davant Charlotte Bobcats
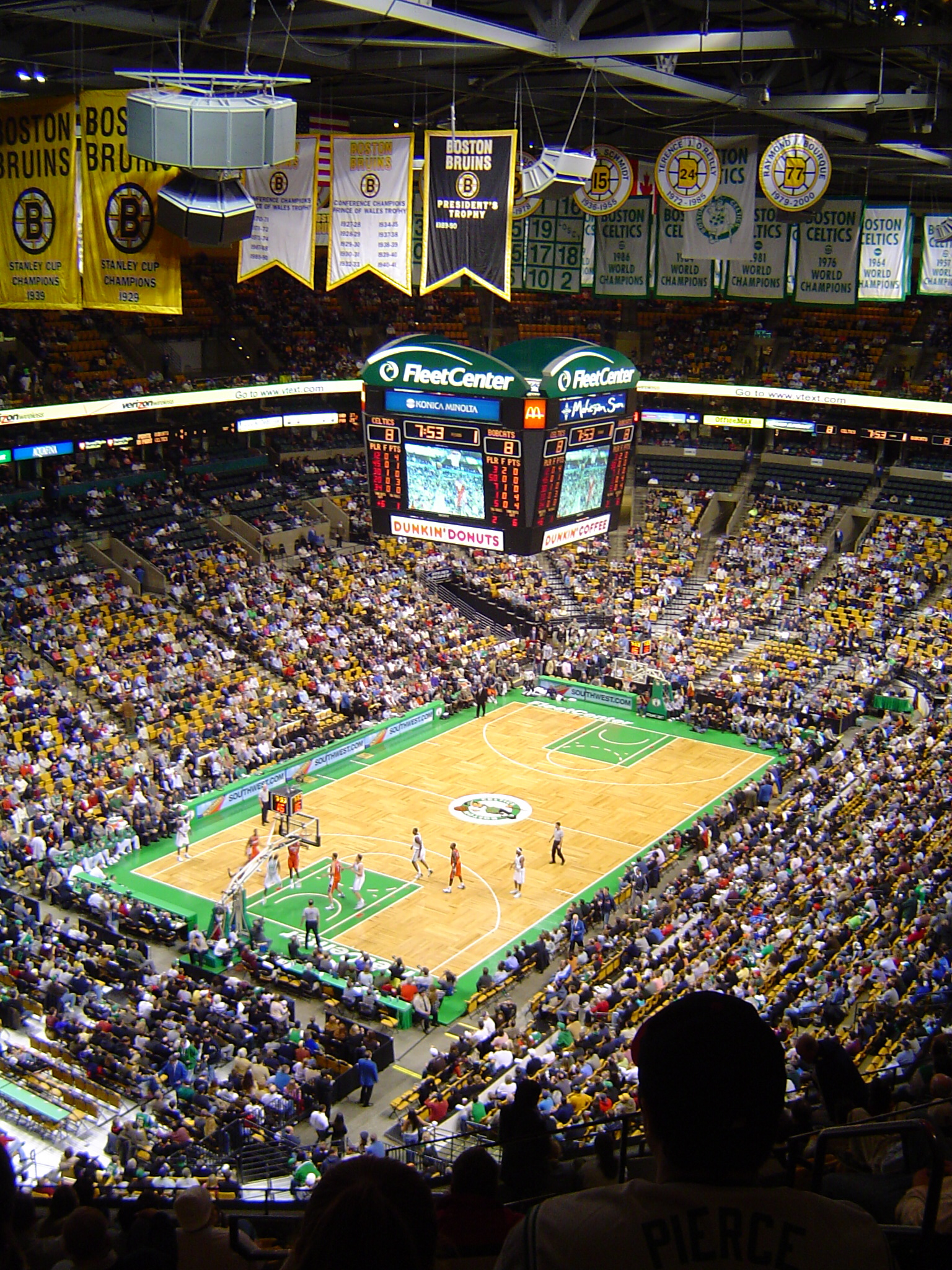
Partit al llavors FleetCenter
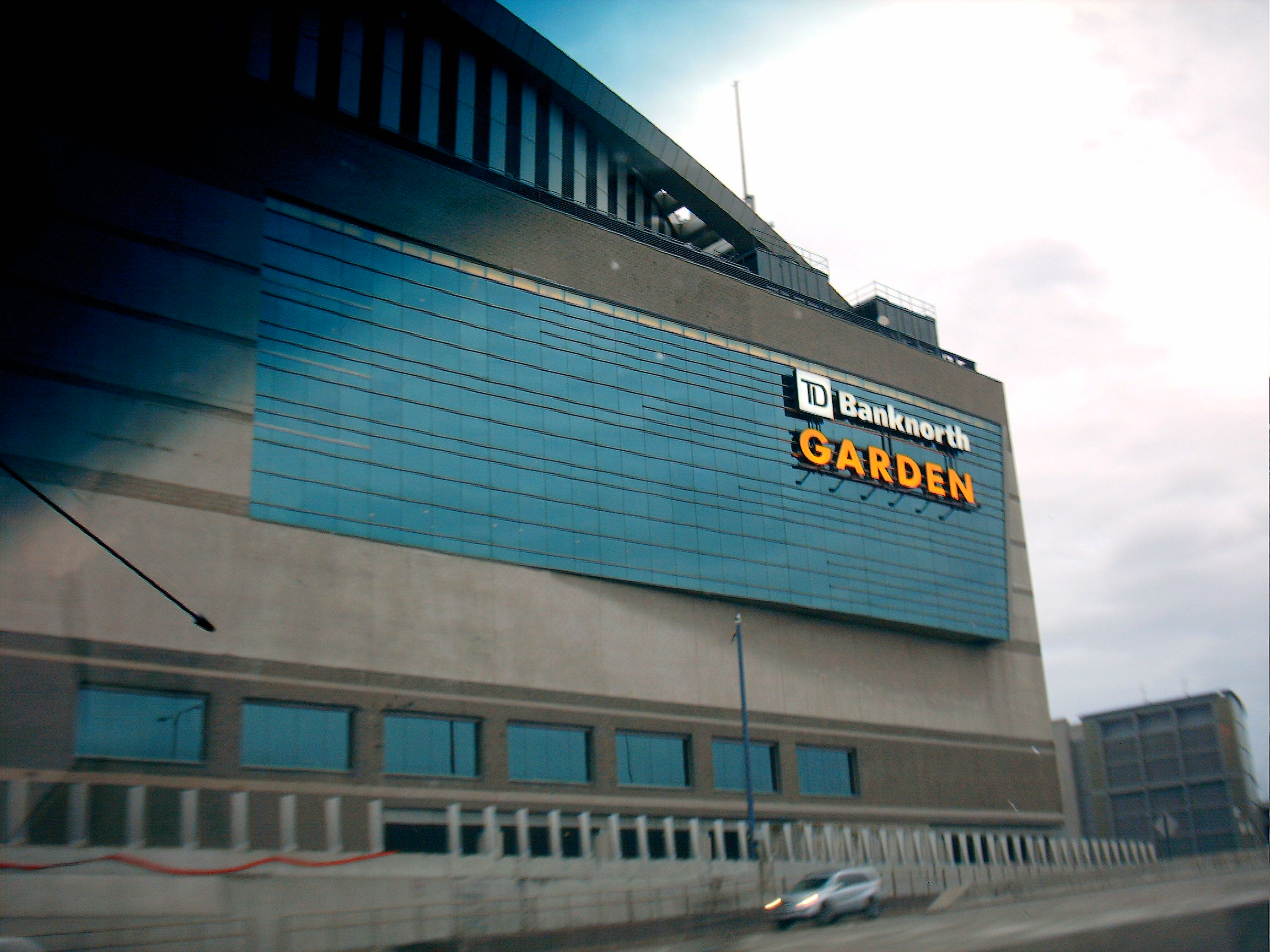
Vista exterior